# نعومي هوسوكاوا
نعومي هوسوكاوا (باليابانية: 細川直美؛ بالكانا: ほそかわ なおみ) هي ممثلة يابانية، ولدت في 1974 في توتسوكا-كو في اليابان.

## وصلات خارجية
- نعومي هوسوكاوا على موقع IMDb (الإنجليزية)
- نعومي هوسوكاوا على موقع ميوزك برينز (الإنجليزية)
- نعومي هوسوكاوا على موقع قاعدة بيانات الفيلم (الإنجليزية)